# Jagalur
Jagalur é uma panchayat (vila) no distrito de Davanagere, no estado indiano de Karnataka.

## Geografia
Jagalur está localizada a 14° 32′ N, 76° 21′ L. Tem uma altitude média de 668 metros (2191 pés).

## Demografia
Segundo o censo de 2001, Jagalur tinha uma população de 14 741 habitantes. Os indivíduos do sexo masculino constituem 52% da população e os do sexo feminino 48%. Jagalur tem uma taxa de literacia de 70%, superior à média nacional de 59,5%: a literacia no sexo masculino é de 74% e no sexo feminino é de 64%. Em Jagalur, 12% da população está abaixo dos 6 anos de idade.